# سیارک ۵۳۰۰
سیارک ۵۳۰۰ (به انگلیسی: 5300 Sats، نامگذاری:1974SX1) پنج هزار و سیصدمین سیارک کشف شده‌است که در ۱۹ سپتامبر ۱۹۷۴ کشف شد.
قدر مطلق سیارک برابر ۱۴٫۱۰ است.